# フッ化ビスマス(III)
フッ化ビスマス(III)（フッかビスマス、英: Bismuth trifluoride）はビスマスの三フッ化物で、化学式BiF3で表される無機化合物。三フッ化ビスマスとも呼ばれる。

## 合成
酸化ビスマス (III)とフッ化水素酸とを反応させることにより得られる
{\displaystyle {\ce {Bi2O3\ + 6 HF -> BiF3\ + 3 H2O}}}

## 構造
α-BiF3は立方晶型の結晶構造を持つ（ピアソン記号 (Pearson symbol)  cF16, 空間群 Fm-3m, No. 225）。β-BiF3 はフッ化イットリウム(III)のような9つの配位子を持つ、歪んだtricapped trigonal prism構造をとる。この構造体は一般にイオン性であると考えられ、ビスマスより軽い第15族元素のフッ化物である三フッ化リン（PF3）、三フッ化ヒ素（AsF3）、三フッ化アンチモン（SbF3）と対比される。